# Фехтование на летних Олимпийских играх 1976

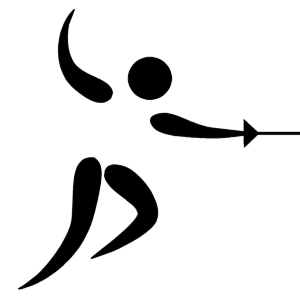
Олимпийская пиктограмма фехтования

В соревнованиях по фехтованию на XXI летних Олимпийских играх были разыграны восемь комплектов наград (шесть у мужчин и две у женщин). Успешнее всего выступили советские фехтовальщики, завоевавшие семь медалей, включая три золота. В мужском личном первенстве саблистов советские фехтовальщики заняли все три призовых места. Выиграли советские саблисты и командное первенство. Виктор Кровопусков стал двукратным олимпийским чемпионом.
Примечательным стало выступление представителей итальянской семьи Монтано из Ливорно. Братья Марио Туллио и Томмазо вместе со своим кузеном Марио Альдо выиграли серебро в командном первенстве саблистов (Марио Альдо и Марио Туллио 4 годами ранее на Олимпиаде в Мюнхене выигрывали золото в командном первенстве саблистов). Ещё один брат Марио Туллио и Томмазо — Карло — стал серебряным призёром в командном первенстве рапиристов.
Будущий президент МОК Томас Бах выиграл золото в составе сборной ФРГ в командном первенстве рапиристов.

## Медалисты

### Мужчины
| Дисциплина                  | Золото                                                                                          | Серебро | Бронза                                                                                          |
| Шпага личное первенство     | Александер Пуш ФРГ                                                                              | Ханс-Юрген Хен ФРГ                                                                                              | Дьёзё Кульчар Венгрия                                                                           |
| Шпага командное первенство  | Швеция · Карл фон Эссен · Ханс Якобсон · Рольф Эдлинг · Лейф Хёгстрём · Ёран Флодстрём          | ФРГ · Александер Пуш · Ханс-Юрген Хен · Райнхольд Бер · Фолькер Фишер · Ханнс Яна                               | Швейцария · Жан-Блез Эвекоз · Даниэль Гигер · Кристиан Каутер · Мишель Поффе · Франсуа Сюшанеки |
| Рапира личное первенство    | Фабио Даль Дзотто Италия                                                                        | Александр Романьков СССР                                                                                        | Бернар Тальвар Франция                                                                          |
| Рапира командное первенство | ФРГ · Маттиас Бер · Томас Бах · Харальд Хайн · Клаус Райхерт · Эрик Зенс-Гориус                 | Италия · Фабио Даль Дзотто · Карло Монтано · Стефано Симончелли · Джованни Баттиста Колетти · Аттилио Калатрони | Франция · Кристиан Ноэль · Бернар Тальвар · Дидье Фламан · Фредерик Петрушка · Даниэль Ревеню   |
| Сабля личное первенство     | Виктор Кровопусков СССР                                                                         | Владимир Назлымов СССР                                                                                          | Виктор Сидяк СССР                                                                               |
| Сабля командное первенство  | СССР · Виктор Кровопусков · Владимир Назлымов · Виктор Сидяк · Эдуард Винокуров · Михаил Бурцев | Италия · Марио Альдо Монтано · Микеле Маффеи · Анджело Арчидьяконо · Томмазо Монтано · Марио Туллио Монтано     | Румыния · Александру Нилка · Иоан Поп · Дан Иримичук · Корнел Марин · Марин Мустацэ             |

### Женщины
| Дисциплина                  | Золото                                                                                         | Серебро                                                                                              | Бронза                                                                                     |
| Рапира личное первенство    | Ильдико Шварценбергер Венгрия                                                                  | Мария Консолата Коллино Италия                                                                       | Елена Белова СССР                                                                          |
| Рапира командное первенство | СССР · Елена Белова · Ольга Князева · Валентина Сидорова · Наиля Гилязова · Валентина Никонова | Франция · Брижит Гапе-Дюмон · Брижитт Латриль-Годен · Клодет Жослан · Кристин Мюзьо · Вероник Тренке | Венгрия · Ильдико Бобиш · Эдит Ковач · Магда Марош · Ильдико Шварценбергер · Ильдико Рейтё |

## Страны
| № | Страна    | Золото | Серебро | Бронза | Всего |
| 1 | СССР      | 3      | 2       | 2      | 7     |
| 2 | ФРГ       | 2      | 2       | 0      | 4     |
| 3 | Италия    | 1      | 3       | 0      | 4     |
| 4 | Венгрия   | 1      | 0       | 2      | 3     |
| 5 | Швеция    | 1      | 0       | 0      | 1     |
| 6 | Франция   | 0      | 1       | 2      | 3     |
| 7 | Румыния   | 0      | 0       | 1      | 1     |
| 7 | Швейцария | 0      | 0       | 1      | 1     |